# Lee Jun-hwan
Lee Jun-hwan (kor. 이준환; ur. 13 sierpnia 1977) – południowokoreański łyżwiarz szybki, specjalista short tracku, srebrny medalista olimpijski, multimedalista mistrzostw świata i igrzysk azjatyckich.
W 1998 roku uczestniczył w igrzyskach olimpijskich w Nagano. Wystartował w trzech konkurencjach. W biegu sztafetowym na 5000 m zdobył srebrny medal olimpijski, występując w sztafecie z Chae Ji-hoonem, Lee Ho-eungem i Kim Dong-sungiem. W biegu na 500 m był dwunasty, a na 1000 m siódmy
W 1994 roku zdobył srebrny medal mistrzostw świata juniorów w Seulu w wieloboju. Trzykrotnie stanął na podium seniorskich mistrzostw świata – w 1997 roku w Nagano zdobył złoto w sztafecie i srebro na dystansie 1000 m, a w 1998 roku w Wiedniu wywalczył srebro w sztafecie. Trzykrotnie zdobył medale drużynowych mistrzostw świata w short tracku – w 1997 roku w Seulu był to medal złoty, a w 1998 roku w Bormio i w 2000 roku w Hadze medale srebrne.
Sześciokrotnie zdobył medale zimowych igrzysk azjatyckich. Na igrzyskach w Harbinie w 1996 roku wywaczył złoto w sztafecie i brąz w biegu na 1500 m. Z kolei podczas igrzysk azjatyckich w Gangwon w 1999 roku zdobył cztery medale – złoty w biegu na 500 m srebrny na dystansie 3000 m oraz brązowe w biegu na 1500 m i w sztafecie.